# Staller Sattel

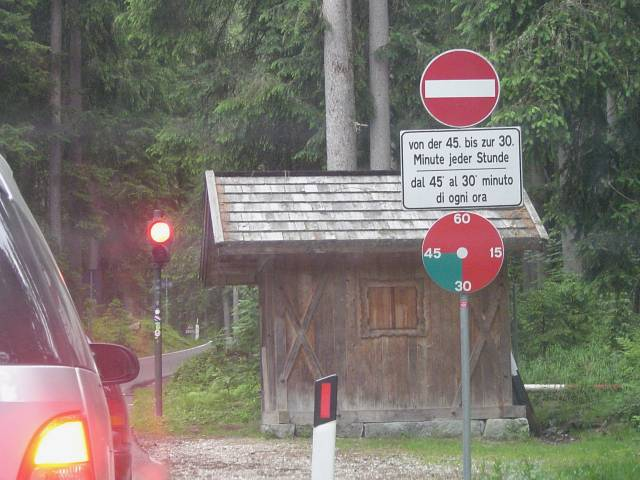
Verkeersregelinstallatie aan de Italiaanse zijde van de Staller Sattel, in het Antholzer Tal

De Staller Sattel (Italiaans: Passo Stalle) is een 2052 meter hoge bergpas op de grens tussen Oostenrijk en Italië.
De pas verbindt St. Jakob in het Oost-Tiroler Defereggental met Olang in het Zuid-Tiroler Antholzer Tal. Aan de zuidzijde is de pasweg slechts een rijstrook breed, zodat het verkeer er met behulp van een verkeerslichtinstallatie moet worden geregeld. Ook is de pas verboden toegang voor caravans en autobussen. Het verkeer richting Zuid-Tirol heeft groen licht gedurende het eerste kwartier van het uur, het verkeer richting Oost-Tirol heeft vrij baan gedurende het derde kwartier van elk uur. De pas is geopend vanaf 05:30 tot 22:00 uur en berijdbaar in de periode tussen half mei en eind oktober.
Agnello · Aprica · Assietta · Baremone · Brenner · Brocon · Cadibona · Capannelle · Campolongo · Costalunga · Croce Dominii · Cuvignone · Duran · Esischie · Falzarego · Fauniera · Fedaia · Finestre · Forcola di Livigno · Foscagno · Gardena · Gavia · Giau · Giogo di Bala · Grote Sint-Bernhard · Jaufen · Joux · Kleine Sint-Bernhard · Lavaze · Leonessa · Lombarda · Maddalena · Manghen · Maniva · Mendel · Montgenèvre · Mont-Cenis · Monte Cristo · Mortirolo · Nigra · Nivolet · Penser Joch · Platigliolepas · Pfitscherjoch · Plöcken · Pordoi · Pratoriscio · Predil · Presolana · Reschen · Rolle · Sampeyre · San Carlo · San Marco · San Pellegrino · San Zeno · Scale · Sella · Sestriere · Sommeiller · Splügen · Staller Sattel · Staulanza · Stelvio · Tenda · Timmelsjoch · Tonale · Tre Croci · Tremalzo · Umbrail · Val Bighera · Valcavera · Valles · Valparola · Via del Sale · Vivione · Würz
Arlberg · Bielerhöhe · Brenner · Fern · Flexen · Gerlos · Großglockner · Hahntennjoch · Katschberg · Kühtai · Pfitscherjoch · Plöcken · Radstädter Tauern · Reschen · Seefeld · Sölk · Staller Sattel · Timmelsjoch · Triebener Tauern · Turracherhöhe · Zeinis